# South English (Iowa)
South English es una ciudad ubicada en el condado de Keokuk en el estado estadounidense de Iowa. En el Censo de 2010 tenía una población de 212 habitantes y una densidad poblacional de 272,85 personas por km².

## Geografía
South English se encuentra ubicada en las coordenadas 41°27′8″N 92°5′26″O / 41.45222, -92.09056. Según la Oficina del Censo de los Estados Unidos, South English tiene una superficie total de 0.78 km², de la cual 0.78 km² corresponden a tierra firme y (0%) 0 km² es agua.

## Demografía
Según el censo de 2010, había 212 personas residiendo en South English. La densidad de población era de 272,85 hab./km². De los 212 habitantes, South English estaba compuesto por el 99.06% blancos, el 0% eran afroamericanos, el 0% eran amerindios, el 0% eran asiáticos, el 0% eran isleños del Pacífico, el 0% eran de otras razas y el 0.94% pertenecían a dos o más razas. Del total de la población el 1.89% eran hispanos o latinos de cualquier raza.